# Dzwonkówka błotna
Dzwonkówka błotna (Entoloma politum (Bull.) Donk) – gatunek grzybów z rodziny dzwonkówkowatych (Entolomataceae).

## Systematyka i nazewnictwo
Pozycja w klasyfikacji według Index Fungorum: Entoloma, Entolomataceae, Agaricales, Agaricomycetidae, Agaricomycetes, Agaricomycotina, Basidiomycota, Fungi.
Po raz pierwszy opisał go w 1801r. Christiaan Hendrik Persoon, nadając mu nazwę Agaricus politus. W 1949 r. Marinus Anton Donk przeniósł go do rodzaju Entoloma. Niektóre inne synonimy:
- Leptonia polita (Pers.) P.D. Orton 1960
- Rhodophyllus politus (Pers.) Quél.1886
- Nolanea erophila (Fr.) Velen. 1921

Ch.H. Persoon nie wskazał typu nomenklatorycznego, ale w 1992 r. Machiel Evert Noordeloos na podstawie jego opisu wskazał lektotyp (okaz zielnikowy).
Polską nazwę zarekomendował Władysław Wojewodaw 2003 r.

## Morfologia
Kapelusz
O średnicy 5–57 mm, początkowo wypukły lub płaski z garbkiem, później wklęsły do lejkowatego, nisko wypukły lub płaski, higrofaniczny, półprzezroczyście prążkowany. Brzeg często pofalowany. Powierzchnia szarobrązowa, ciemnobrązowa, żółtobrązowa, rzadko biała lub żółtawa, gładka lub rzadko belikatnie włoskowata,.
Blaszki
Przyrośnięte lub nieznacznie zbiegające, dość szerokie, średnio gęste lub rzadkie, początkowo jasnoszarobrązowe lub białawe, potem ciemniejsze, szarobrązowe lub różowawe. Krawędzie równe lub nieco nierówne, tego samego koloru.
Trzon
Wysokość 12–92 mm, grubość 1–10 mm, walcowaty lub lekko zwężający się ku dołowi, rzadko nieco rozszerzający się u podstawy. Powierzchnia gładka, błyszcząca, często z półprzezroczystymi, poprzecznymi paskami, rzadko delikatnie podłużnie prążkowana, zwykle nieco bledsza niż kapelusz, bardziej szarawa lub tej samej barwy, podstawa i/lub wierzchołek czasami białawy
Miąższ
Tej samej barwy co skórka, lub brązowoszary w kapeluszu. Zapach lekko azotowy lub niewyraźny, po zmiażdżeniu lekko mączny lub niewyraźny. Smak lekko mączny lub niewyraźny.
Cechy mikroskopowe
Zarodniki 7-11 × 5,5-9,8 µm, Q = 1-1,47, Qav = 1,13–1,26, nieco izodiametryczne lub heterodiametryczne, zwykle dość kanciaste. Podstawki 22–35–49 × 9–11–14 µm, przeważnie 4 lub bardzo rzadko 1–2-zarodnikowe. Cheilocystyd brak. Strzępki skórki kapelusza z brązowym pigmentem wewnętrznym, czasami również z kołkami strzępkowymi, gładkie lub czasami lekko inkrustowane. W skórce trzonu komórki końcowe cylindryczne, maczugowate, z jednym lub kilkoma przewężeniami.

## Występowanie i siedlisko
Podano stanowiska w Europie, Ameryce Północnej i w azjatyckich terenach Federacji Rosyjskiej. W Polsce W. Wojewoda w 2003 r. przytoczył 2 stanowiska, w późniejszych latach podano następne. Aktualne stanowiska podaje także internetowy atlas grzybów. Znajduje się w nim na liście gatunków zagrożonych i wartych objęcia ochroną.
Grzyb naziemny, prawdopodobnie mykoryzowy. Występuje w ściółce leśnej, preferuje wilgotne siedliska z wierzbami lub olszami: brzegi jezior, rzek, strumieni, wilgotne lasy, bagna, mokradła. Występuje na obszarach od strefy umiarkowanej do subarktycznej, także w strefie alpejskiej, ale prawdopodobnie nie występuje w strefach arktycznych i wysokogórskich z wierzbami karłowatymi.